# Нагрудный знак «За отличную стрельбу из пулемётов»
Знак «За отличную стрельбу из пулемётов» — нагрудный знак Российской империи, утверждённый императором Николаем II в качестве награды нижним чинам, отличившимся в стрельбе из пулемёта, и «который служит для них внешним отличием и поощрением».

## История создания
История знака началась с Высочайше утвержденного императором Николаем II «Наставления для обучения стрельбе из пулемётов» и изложенного в именном указе от 22 июня (5 июля) 1912 года.

## Описание знака
Описание знака изложено в «Наставлении для стрельбы из пулемётов»: 

Знак за отличную стрельбу из пулемётов имеет три степени: 

А) Первая (высшая) степень состоит из вензелового изображения Имени ГОСУДАРЯ ИМПЕРАТОРА, с Императорской Короной наверху, и пулемёта на треноге, помещённого по середине знака, окружённых лентой с выпуклой надписью за отличную стрельбу. Вензеловое изображение, корона и лента жёлтого металла, пулемёт и тренога воронёные (черт. 1). 

Б) Вторая и третья степени состоят из таких же знаков, но без вензелового изображения Имени Государя Императора. Вторая степень имеет ленту жёлтого металла. Третья — белого металла (черт 2).  
— Приложение IV к «Штатам и табелям» Полного собрания законов Российской Империи за 1912 год.

## Кому вручался
Знак вручался нижним чинам, удостоенных звания отличного пулемётчика по итогам учебной стрельбы. Отличными пулемётчиками становились военнослужащие, выполнившие пять (для обучаемых стрельбе первый год) или шесть (для обучаемых стрельбе 2-й и 3-й годы) упражнений курса учебной стрельбы. При этом выполнение седьмого упражнения было обязательным для всех категорий. Знаки третьей степени вручались нижним чинам,  награждаемым в первый раз; второй степени, награждаемым во второй раз; первой степени, награждаемым в третий раз. Награждённые знаком нижние чины не лишались его при невыполнении в дальнейшем условий, установленных для отличных пулемётчиков.

## Порядок ношения
Знак положено было носить на правой стороне груди. Каждая степень знака присуждалась только один раз. Если солдат был награждён знаками двух или трёх степеней, он обязан был носить все эти знаки один над другим — знак высшей степени над знаком низшей. О награждении знаком объявлялось приказом по части. В послужной список военнослужащего вносили соответствующую запись.

## Параметры знака
- Размеры — варьируются у разных изготовителей, от 34×27 мм до 44×34 мм[к 2].
- Материал изготовления — красного металла. Отдельные элементы из жёлтого и белого металлов, в частности, лента для знаков 2-й степени из жёлтого металла, а лента для знаков 3-й степени из белого металла.
- Способ обработки — воронение, серебрение, золочение.
- Способ изготовления — наборный штампованный.
- Крепление винтовое.